# Lluvia negra (concepto)

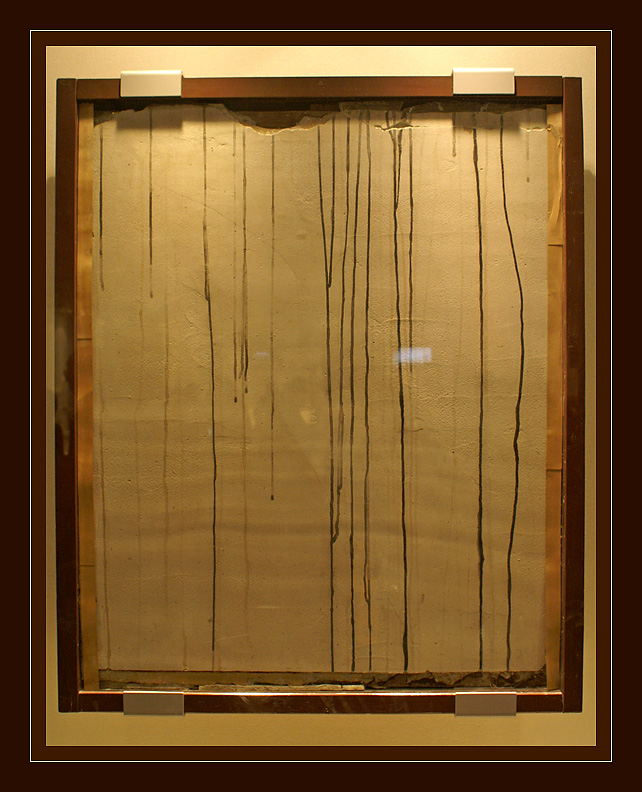
Muestra de una de las paredes de las casas de Japón afectadas por la lluvia negra.

La lluvia negra es una denominación utilizada por los supervivientes de los bombardeos de Hiroshima y Nagasaki, para referirse a las precipitaciones que tuvieron lugar con el estallido de la bomba atómica de 1945. Caracterizada por ser un compuesto pegajoso que cayó sobre las víctimas que huían de los incendios ocasionados en la zona. Miles de ciudadanos japoneses sufrieron diferentes problemas de salud (a corto y largo plazo), al no haber sido conscientes de los riesgos que ocasionaba estar expuestos o ingerir este tipo de sustancia.  

## Contexto histórico y efectos de la lluvia negra

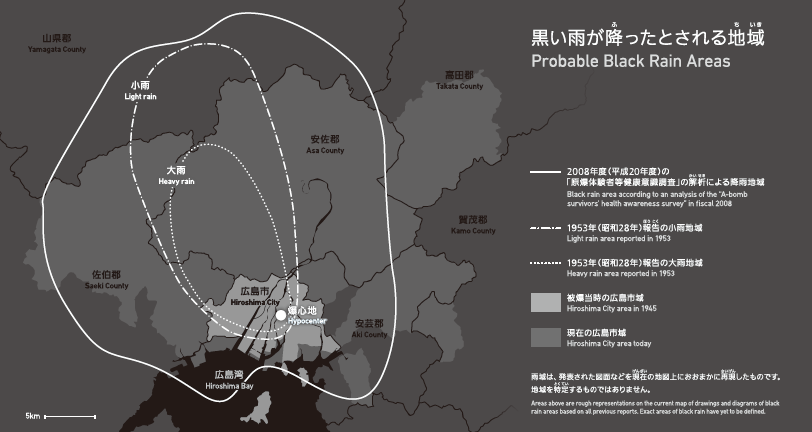
Mapa de las áreas afectadas por la lluvia negra

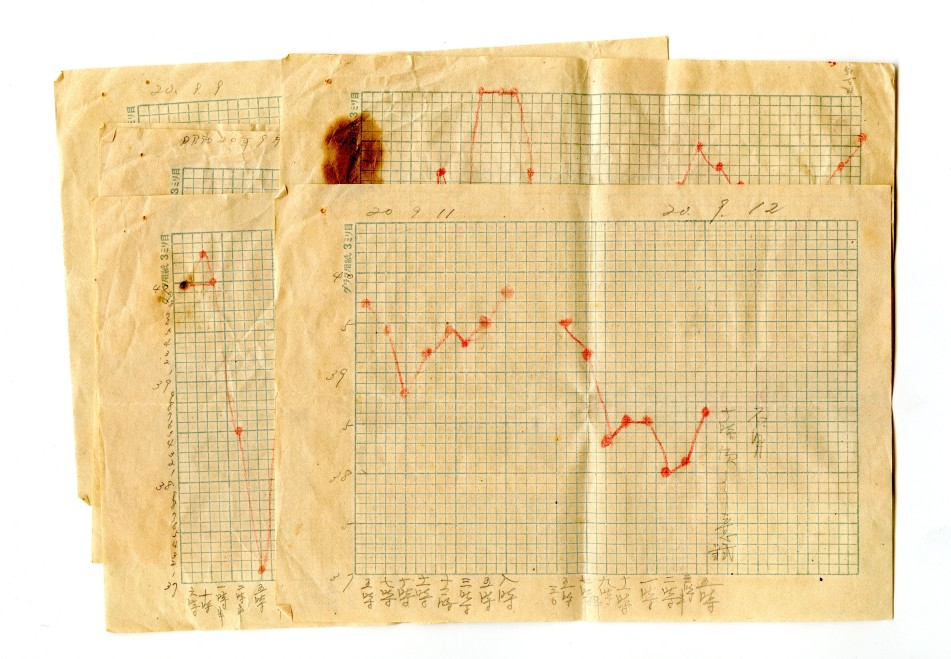
Gráficas de la temperatura corporal de una víctima de la radiación en Hiroshima.

La ciudad japonesa de Hiroshima fue azotada por el estallido de una bomba atómica la mañana del lunes 6 de agosto de 1945. Una explosión similar a las de 16.000 toneladas de trinitrotolueno, lo que generó una onda expansiva de unos 300.000 grados centígrados de temperatura, extendiendo los rayos gamma por toda la zona. Diferentes edificios alejados del núcleo del estallido sufrieron grietas en sus estructuras tras la detonación del explosivo, facilitando la entrada de la lluvia negra a través de esto huecos, dejando un rastro negro visible sobre las paredes. En el análisis de estas rayas los expertos encontraron pequeñas cantidades de lluvia radiactiva proveniente de la explosión nuclear.
Aproximadamente 120.000 personas fueron afectadas por la explosión y los incesantes incendios que asediaron la zona, utilizando el agua contaminada de las precipitaciones como recurso principal para saciar a los heridos. Las víctimas quedaron diferenciadas entre los que sufrieron una muerte inminente, y los que sobrevivieron pero perecieron a los pocos meses o años tras verse relacionados con los efectos nocivos de la exposición al ambiente radioactivo. Uno de las consecuencias más notorias que se percibió entre los enfermos, fue la de lograr el récord de temperatura corporal más alto registrado hasta el momento (superior a los 40 grados). Otros síntomas desarrollados de manera abundante tras la explosión fueron los casos de diarrea, alopecia y la incisión de manchas púrpuras bajo la piel.
De forma conmemorativa desde 1955 El Museo Memorial de la Paz de Hiroshima, recuerda a las víctimas de este atroz suceso, con instantáneas y objetos provenientes del lugar de la explosión. Un edificio utilizado para aleccionar a las nuevas generaciones con el fin de evitar que vuelvan a acontecer este tipo de catástrofes. Cada día sus visitantes pueden observar los inquietantes recuerdos físicos que nos quedan del bombardeo.

## Toyoko Kubota

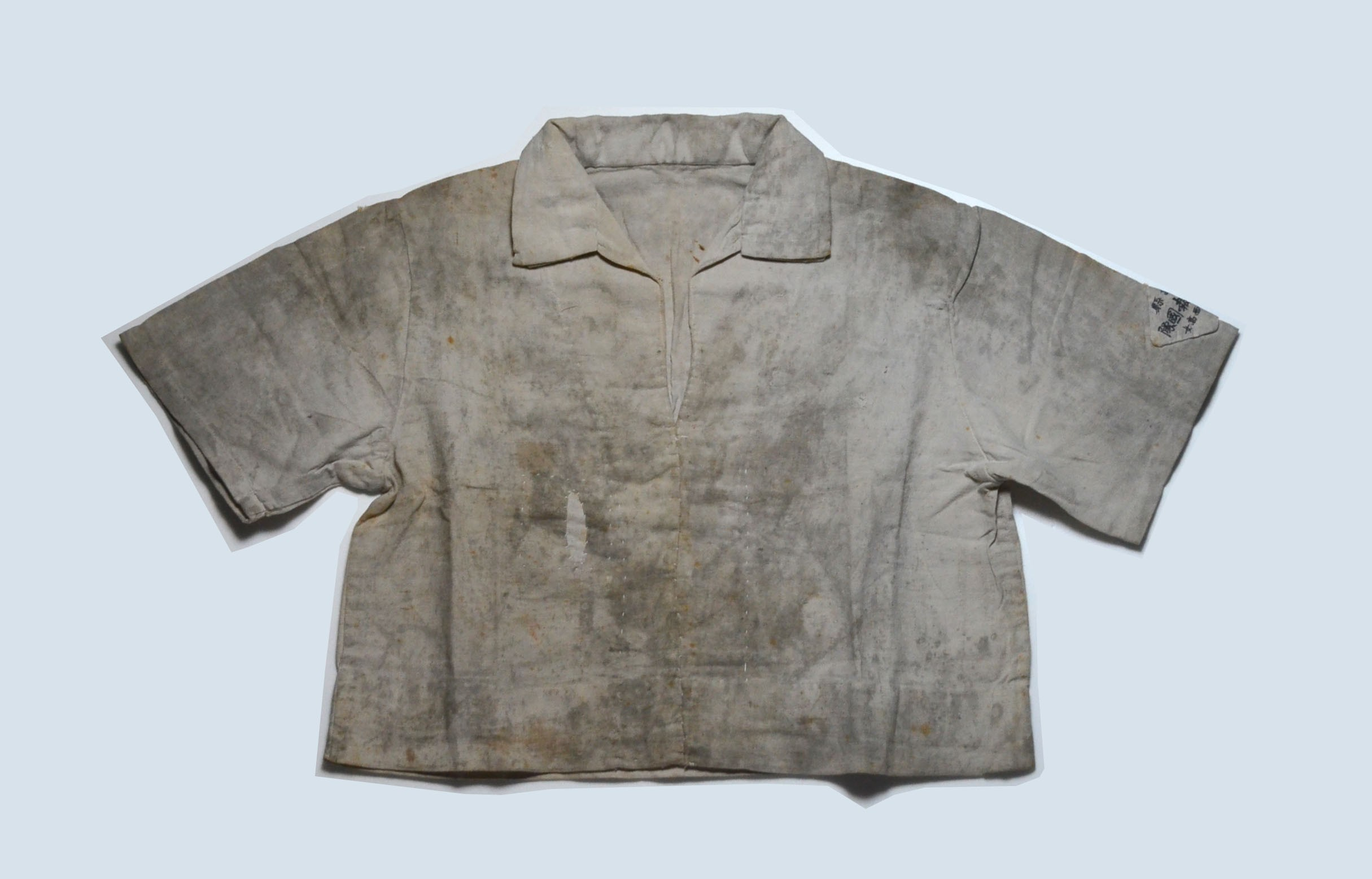
Camisa de Toyoko Kubota afectada por la lluvia negra

Uno de los objetos más característicos del Museo Memorial de la Paz de Hiroshima es la camisa de Toyoko Kubota. Una joven de 16 años que estuvo expuesta a la lluvia negra mientras intentaba huir a un refugio antiaéreo. 
El día de la explosión, Toyoko estaba asistiendo a clases en una escuela secundaría superior de la región de Nishi-ku, Osaka. En el momento del estallido ella estaba en la segunda planta del edificio, viéndose atrapada por los escombros del edificio que se derrumbaron sobre su cuerpo. Con cierta dificultad consiguió salir del edificio e intento acceder a un lugar en el que pudiera refugiarse, la fatiga y la conmoción provocaron que acabara derrumbándose sobre el suelo quedando completamente mojada por la lluvia. 
Toyoko Kubota consiguió sobrevivir a la catástrofe. Característicamente la camisa que llevaba quedó impregnada por un color negrizo ocasionado por la lluvia del momento, por más que intento lavar la prenda su color no volvía a su estado original, esta acabó siendo donada al Museo Memorial posteriormente. Cabe  destacar que este y otros objetos del edificio muestran actualmente pequeñas cantidades de radiación, a pesar de haber pasado más de 70 años del accidente. Una prueba de que los efectos nucleares persiste al paso del tiempo.

## Referencias culturales

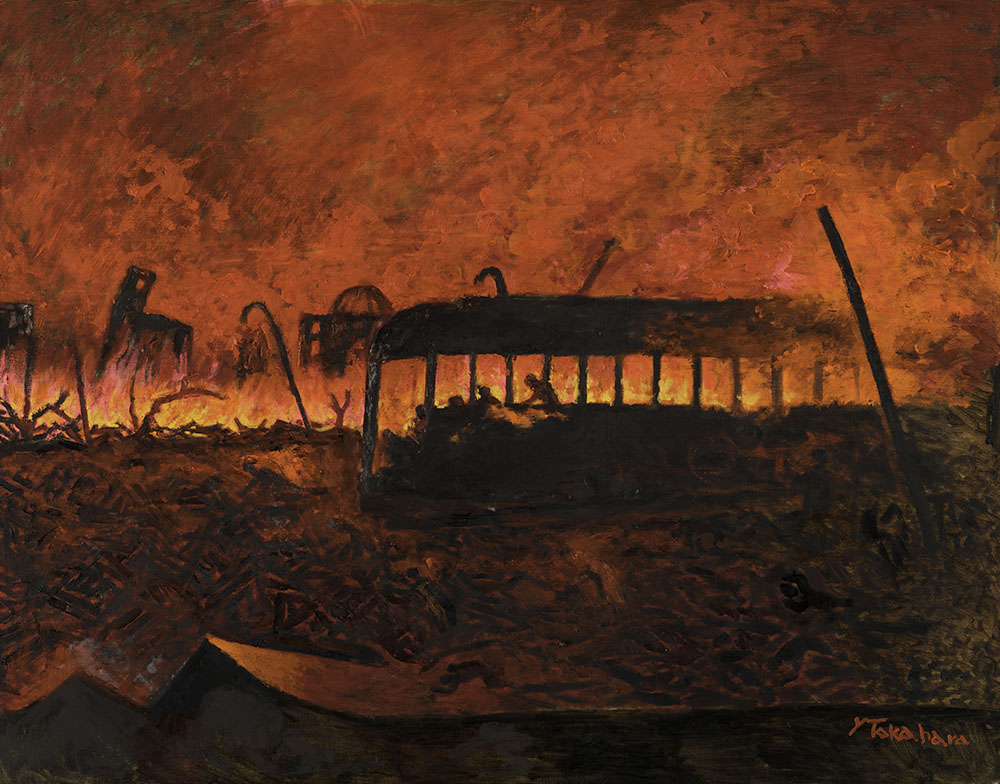
"Firestorm" de Yoshio Takahara

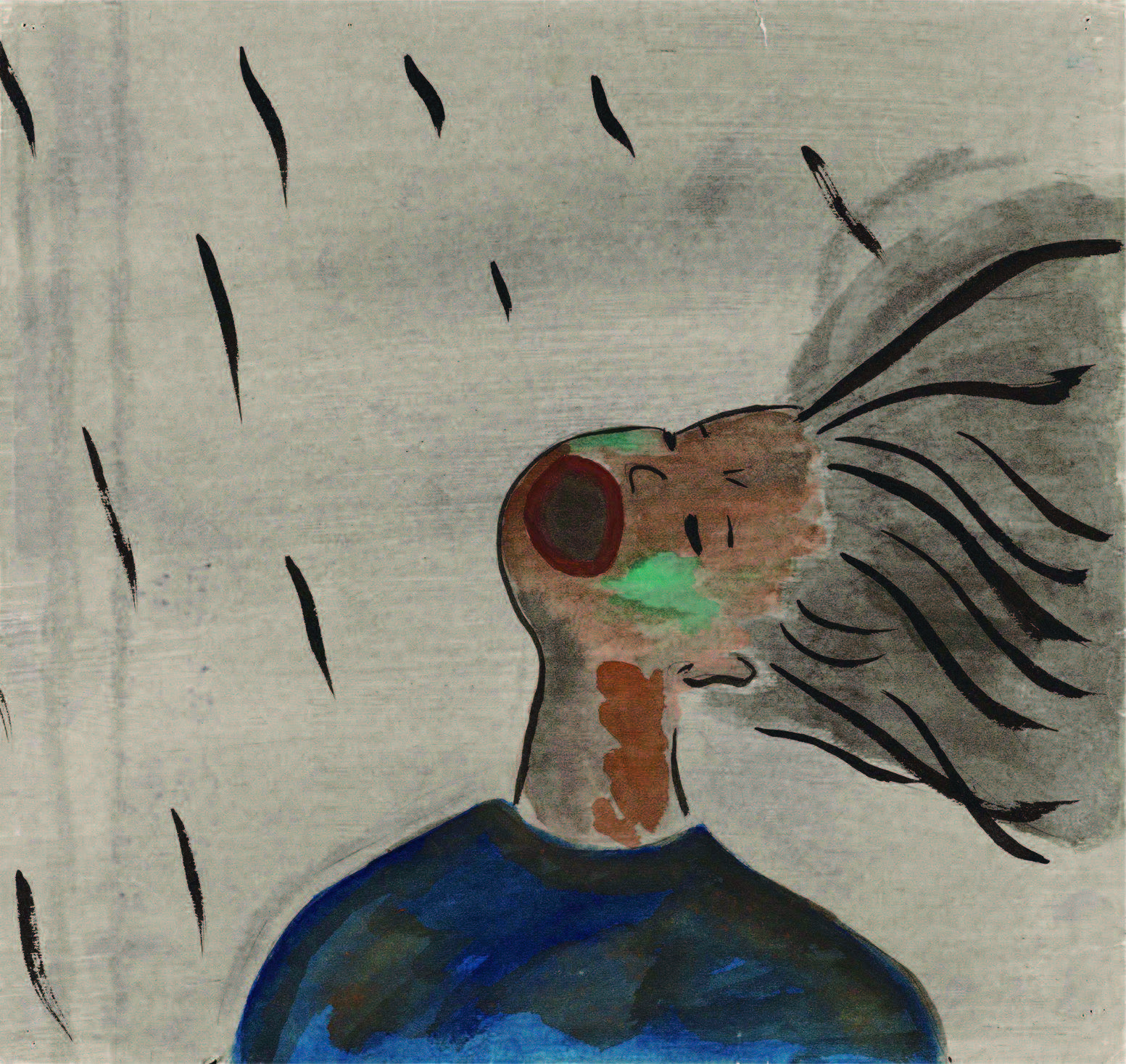
"Thirsty woman catching black rain in her mouth" de Akiko Takakura